# Бербоші
Бербоші (рум. Bărboși) — село у повіті Муреш в Румунії. Входить до складу комуни Зау-де-Кимпіє.
Село розташоване на відстані 281 км на північний захід від Бухареста, 29 км на захід від Тиргу-Муреша, 49 км на південний схід від Клуж-Напоки.

## Населення
За даними перепису населення 2002 року у селі проживали 374 особи.
Національний склад населення села:
| Національність | Кількість осіб | Відсоток |
| -------------- | -------------- | -------- |
| румуни         | 362            | 96,8%    |
| цигани         | 7              | 1,9%     |
| угорці         | 5              | 1,3%     |

Рідною мовою назвали:
| Мова      | Кількість осіб | Відсоток |
| --------- | -------------- | -------- |
| румунська | 369            | 98,7%    |
| угорська  | 5              | 1,3%     |